# Alf Ramsey
Sir Alfred „Alf“ Ernest Ramsey (* 22. Januar 1920 in Dagenham, Essex; † 28. April 1999 in Ipswich) war ein englischer Fußballspieler und -trainer. International bekannt wurde er als Trainer, der die englische Fußballnationalmannschaft zum Sieg bei der Fußball-Weltmeisterschaft 1966 führte. 1967 wurde er zum Ritter geschlagen.

## Laufbahn
Von 1963 bis 1974 trainierte er die englische Fußballnationalmannschaft, mit der er an zwei Fußball-Weltmeisterschaften teilnahm. Bei der Fußball-Weltmeisterschaft 1966 im eigenen Land wurde er mit dem englischen Team Weltmeister. Bei der WM 1970 in Mexiko schied er mit seinem Team im Viertelfinale gegen das Team der Bundesrepublik Deutschland aus. Nachdem es der englischen Mannschaft nicht gelungen war, sich für die Fußball-Weltmeisterschaft 1974 in der Bundesrepublik Deutschland zu qualifizieren, wurde er vom englischen Fußballverband von seiner Tätigkeit als Manager des Nationalteams entbunden.
Als Spieler war er für den FC Southampton und Tottenham Hotspur aktiv. Von 1948 bis 1953 bestritt er 32 Spiele für die englische Nationalmannschaft, in denen er drei Tore schoss, alle durch Elfmeter. In der Qualifikation zur Fußballweltmeisterschaft 1950 in Brasilien hatte er beim 1:0-Sieg am 15. April 1950 gegen Schottland als rechter Verteidiger neben John Aston mitgewirkt. In Brasilien bestritt der Verteidiger von Tottenham Hotspur alle drei WM-Spiele gegen Chile, USA und Spanien. Als Trainer arbeitete er zunächst ab 1955 für Ipswich Town. Mit diesem Verein gelang es ihm in der Saison 1961/62 als Aufsteiger den Meistertitel in der englischen Football League zu erringen. Nicht zuletzt aufgrund dieses bemerkenswerten Erfolges wurde er im Jahre 1963 vom englischen Fußballverband FA zum Manager der englischen Nationalmannschaft ernannt.
1967 wurde Alf Ramsey von Königin Elisabeth II. als Knight Bachelor in den Ritterstand erhoben, und war damit der erst zweite Fußballsportler nach Sir Stanley Matthews, dem diese Ehre bereits 1965 widerfuhr, der sich „Sir“ nennen durfte. Von Sir Alf Ramsey stammt der berühmte Ausspruch: „Never change a winning team.“
Ramsey war seit 1951 ein Mitglied im Bund der Freimaurer.

## Erfolge (Titel)
- Englischer Meister: 1950/51 (als Spieler mit Tottenham Hotspur)
- Englischer Meister: 1961/62 (als Trainer mit Ipswich Town)
- Weltmeister: 1966 (als Trainer mit England)